# برونکوپنومونی
برونکوپنومونی (به انگلیسی: Bronchopneumonia) التهاب حاد نایژه و زیر مجموعه‌ای از سینه‌پهلو است که همراه با تکه‌های ملتهب در نزدیکی لوب‌های ریه است. این بیماری اغلب با سینه‌پهلوی لخته‌ای اشتباه می شود. اما در کارهای بالینی اعمال آن دشوار است. چنانکه الگوها اغلب با یکدیگر تداخل می‌کنند. برونکوپنومونی اغلب در صورت پیشرفت عفونت به سینه‌پهلوی لخته‌ای منجر می شود. یک عامل بیماری‌زا ممکن است در یک بیمار به نوعی از سینه‌پهلو و در بیماری دیگر به نوعی دیگر منجر شود.
پنومونی ممکن است بر اثر آلودگی به باکتریها، ویروسها، قارچها، انگلها یا صدمات شیمیایی و فیزیکی ریه ایجاد شود. اغلب این عوامل می‌توانند موجب برونکوپنومونی هم بشوند. علایم بیماری، تشخیص و درمان بسته به عامل بیماری‌زا مشابه پنومونی است. این گونه عفونت‌ها به جز انسان در سایر پستانداران نیز دیده می‌شود.